# Morgensternsheide
Morgensternsheide ist ein Stadtteil im Norden von Neuss. Auf einer Fläche von 2,54 km² leben hier 532 Einwohner (Stand 31. Dezember 2021).
Der Ortsteil befindet sich nordwestlich der Innenstadt von Neuss und östlich von Büttgen. Die Siedlung wird nach Osten hin durch den in der Zeit Napeoleons errichteten Nordkanal und eine Eisenbahnstrecke (S-Bahn-Linie 28 der Regiobahn) begrenzt, nach Westen hin durch die Bundesautobahn 57. Zur unmittelbaren Umgebung gehört im Südosten der Neusser Stadtwald.
Bei Umfragen im Jahre 2001 zeigten sich etwa 60 % der Bewohner mit ihrer Umgebung zufrieden, jedoch wurde das Fehlen von Kinderspielplätzen und Kindergärten beklagt. Die Zahlenangaben der Stadt Neuss für den Bezirk Morgensternsheide hinsichtlich der Altersgruppen unter 6 Jahren tragen aufgrund der niedrigen Anzahl (<5) den Vermerk, dass sie „geheim zu halten“ sind, um nicht auf konkrete Einzelpersonen schließen zu können.